# Parafia św. Katarzyny Aleksandryjskiej w Starogardzie Gdańskim
Parafia Świętej Katarzyny Aleksandryjskiej w Starogardzie Gdańskim - rzymskokatolicka parafia należąca do  dekanatu Starogard Gdański, diecezji pelplińskiej.